# Teorema de Riemann-Roch per a superfícies
En matemàtiques, el teorema de Riemann-Roch per a superfícies descriu la dimensió de sistemes lineals sobre una superfície algebraica. La seva forma clàssica fou donada per primera vegada per (Castelnuovo 1896), després que (Noether 1886) i (Enriques 1894) en trobés versions preliminars.
La versió de teoria de feixos es deu a Friedrich Hirzebruch.

## Declaració
Una forma del teorema de Riemann-Roch afirma que si D és llavors un divisor en una superfície projectiva no-singular
{\displaystyle \chi (D)=\chi (0)+{\tfrac {1}{2}}D.(D-K)\,}
on χ és la característica holomorfa d’Euler, el punt . és el número d'intersecció, i K és el divisor canònic. La constant χ(0) és la característica holomorfa d’Euler del feix trivial i és igual a 1 + pa, on pa és el gènere aritmètic de la superfície. A tall de comparació, el teorema de Riemann-Roch per a una corba estableix que  χ(D) = χ(0) + deg(D).

## Fórmula de Noether
La fórmula de Noether afirma que
{\displaystyle \chi ={\frac {c_{1}^{2}+c_{2}}{12}}={\frac {(K.K)+e}{12}}}
on χ=χ(0) és la característica holomorfa d’Euler, c1² = (K.K) és un número de Chern i el número d’intersecció de la classe canònica K, i e = c₂ és la característica topològica d'Euler. Es pot utilitzar per substituir el terme χ(0) al teorema de Riemann-Roch amb termes topològics; això dona el teorema de Hirzebruch-Riemann-Roch per a superfícies.

## Relació amb el teorema de Hirzebruch-Riemann-Roch
Per a superfícies, el teorema de Hirzebruch-Riemann-Roch és essencialment el teorema de Riemann-Roch per a superfícies combinada amb la fórmula de Noether. Per veure-ho, per a cada divisor D en una superfície hi ha un feix invertible L = O(D) tal que el sistema lineal de D és més o menys l'espai de les seccions de L.
Per a les superfícies, la classe Todd és {\displaystyle 1+c_{1}(X)/2+(c_{1}(X)^{2}+c_{2}(X))/12}, i la característica Chern del feix L és {\displaystyle 1+c_{1}(L)+c_{1}(L)^{2}/2}, de manera que el teorema de Hirzebruch-Riemann-Roch afirma que
{\displaystyle {\begin{aligned}\chi (D)&=h^{0}(L)-h^{1}(L)+h^{2}(L)\\&={\frac {1}{2}}c_{1}(L)^{2}+{\frac {1}{2}}c_{1}(L)\,c_{1}(X)+{\frac {1}{12}}\left(c_{1}(X)^{2}+c_{2}(X)\right)\end{aligned}}}
Afortunadament, això es pot escriure en una forma més clara de la següent manera. Si D = 0 es pot demostrar
{\displaystyle \chi (0)={\frac {1}{12}}\left(c_{1}(X)^{2}+c_{2}(X)\right)}     (Fórmula de Noether)
Per a les feixos invertibles (feixos de línia) la segona classe Chern desapareix. Els productes de les segones classes de cohomologia es poden identificar amb nombres d’intersecció del grup de Picard i obtenim una versió més clàssica de Riemann Roch per a superfícies:
{\displaystyle \chi (D)=\chi (0)+{\frac {1}{2}}(D.D-D.K)}
Si volem, podem utilitzar la dualitat de Serre per a expressar h²(O(D)) com h0(O(K − D)), però, a diferència del cas de les corbes, en general no hi ha una manera fàcil d’escriure el terme h¹(O(D)) en una forma que no implica cohomologia de feix (tot i que a la pràctica sovint desapareix).

## Versions primerenques del teorema
Les formes més primerenques del teorema de Riemann-Roch per a superfícies sovint es van declaraven com una desigualtat més que una igualtat, perquè no hi havia una descripció geomètrica directa dels primers grups de cohomologia.
Un exemple típic és donat per Zariski (1995, p. 78), que afirma que
{\displaystyle r\geq n-\pi +p_{a}+1-i}
on
- r és la dimensió del sistema lineal complet |D| d'un divisor D (tan r = h0(O(D)) −1)
- n és el grau virtual de D, donat pel nombre d’auto-intersecció (D.D)
- π és el gènere virtual de D, igual a 1 + (D.D + K.D)/2
- pa és el gènere aritmètic χ(OF) − 1 de la superfície
- i és l'índex d'especialitat de D, igual a dim H0(O(K − D)) (que per la dualitat de Serre és el mateix que dim H²(O(D))).

La diferència entre els dos bàndols d’aquesta desigualtat s’anomenava superabundància s del divisor D.
Comparant aquesta desigualtat amb la versió de teoria de feixos del teorema de Riemann-Roch es demostra que la superabundància de D ve donada per s = dim H¹(O(D)). El divisor D es deia regular si i = s = 0 (o en altres paraules, si tots els grups de cohomologia superiors de O(D) desapareixen) i si la superabundàcia és s > 0.